# 联合国安全理事会第1680号决议
《联合国安理会1680号决议》是2006年5月17日在联合国安全理事会第5440次会议通过的。这个决议是关于黎巴嫩局势的。会议由刚果代表主持，安理会的13个国家投了赞成票，中国和俄罗斯弃权。
决议要求各方执行联合国安理会1559号决议，鼓励叙利亚尽快与黎巴嫩划定边境，要求黎巴嫩作出进一步努力，解散所有黎巴嫩民兵和非黎巴嫩民兵并解除其武装，全面恢复对黎巴嫩全境的控制权。

## 相关决议
- 联合国安理会1559号决议
- 联合国安理会425号决议
- 联合国安理会426号决议
- 联合国安理会520号决议
- 联合国安理会1655号决议